# Валшајд
Валшајд (њем. Wallscheid) општина је у њемачкој савезној држави Рајна-Палатинат. Једно је од 107 општинских средишта округа Бернкастел-Витлих. Према процјени из 2010. у општини је живјело 347 становника. Посједује регионалну шифру (AGS) 7231127, NUTS (DEB22) и LOCODE (DE WSD) код.

## Географски и демографски подаци
Валшајд се налази у савезној држави Рајна-Палатинат у округу Бернкастел-Витлих. Општина се налази на надморској висини од 430 метара. Површина општине износи 6,0 km². У самом мјесту је, према процјени из 2010. године, живјело 347 становника. Просјечна густина становништва износи 58 становника/km².